# Phenomenal
«Phenomenal» — песня американского рэпера Эминема, выпущенная 2 июня 2015 года на лейбле Shady Records. Песня была написана для саундтрека к фильму «Левша», в котором музыкант должен был сыграть главную роль. Сингл занял 47 позицию Billboard Hot 100 с продажами в 77 000 копий за первую неделю, а в 2018 году получил статус золотого по версии RIAA. Через день после выпуска сингла был выложен официальный клип.
Песня была написана Эминемом, Луисом Ресто и Марио Ресто. Продюсером сингла стал DJ Khalil.

## Создание

### Предпосылки
В 2010 году в сети Интернет появилась информация о том, что рэпер сыграет роль боксёра в фильме «Левша» режиссёра Курта Саттера, который пытался поработать с музыкантом в течение 7 лет. Позже Эминем отказался от роли для того, чтобы сфокусироваться на альбоме The Marshall Mathers LP 2, и был заменён Джейком Джилленхолом. Тем не менее в 2015 году было объявлено, что Эминем и лейбл Shady Records примут участие в создании фильма, записав к нему саундтрек, и первым синглом, выпущенным с него, станет «Phenomenal».

### Текст
В тексте песни Эминем сопоставляет рэп с боксом. Эминем — белый рэпер, что являлось большой редкостью для американской сцены, и потому в начале своей карьеры постоянно подвергался критике. К тому же, он является левшой: «Я пишу левой рукой. Той же, что и держу микрофон». Поскольку изначально Эминем должен был играть главную роль в фильме «Левша», он провёл аналогию между собой и главным героем.
Обозреватель Rolling Stone Даниэль Крепс отмечает, что «Phenomenal» — не первая песня музыканта, вдохновлённая боксом: «Cinderella Man» из альбома 2010 года Recovery посвящена фильму «Нокдаун» (в английском варианте — «Cinderella Man»), основанному на биографии Джеймса Брэддока.

## Клип
Клип на песню был выложен 3 июля 2015 года через Apple Music и был снят в Лос-Анджелесе.
Главный герой клипа — Эминем — обладает супергеройскими способностями, но страдает от потери памяти. Он уничтожает нескольких охранников и выбирается из своего госпиталя на улицу. Там он встречает незнакомца на рикше, который восхищается его способностями. Он просит Эминема пойти с ним и «закончить то, что мы начали», на что главный герой требует представиться и сказать, что произойдёт, если Эминем не последует за ним. Незнакомец отвечает: «ты провалишься» (англ. You will fall). Эминем с равнодушием уходит и, взяв мотоцикл, случайно запрыгивает на чью-то машину и начинает погоню, во время которой он натыкается на своего фаната, пытающегося сделать с ним селфи. Позже Эминем выгоняет его из машины и пересаживается на вертолёт. Погоня заканчивается, когда главный герой проваливается на первый этаж дома, напоминающий сцену, в углу которого стоит Dr. Dre и говорит: «Вовремя» (англ. Right on time). Эминем берёт микрофон, и клип заканчивается.
Некоторые критики отметили схожесть клипа с мини-боевиком с Эминемом в главной роли: клип длится на 3 минуты больше, чем сама песня. Так, Даниэль Крепс из Rolling Stone утверждает, что если в фильме главный герой является нокаутированным, потерявшим всё, некогда успешным боксёром, то в клипе Эминем больше похож на супергероя из «Мстителей» или «Люси».

## Приём

### Коммерческий успех
«Phenomenal» дебютировал на 47 позиции в Billboard Hot 100, тем самым став 53-й песней рэпера, вошедшей в данный чарт. По этому показателю Эминем догнал таких исполнителей, как Нила Даймонда, Конни Фрэнсис, The Temptations и Джеки Уилсона. За первую неделю было продано 77 000 цифровых копий песни. 28 февраля 2018 года сингл получил статус золотого по версии RIAA.

### Рецензии
Обозреватель сайта PPcorn Марисса Фицджеральд ставит песне оценку 3.8 из 5, отмечая высокий уровень исполнения и хороший текст, но оценивая музыкальную составляющую и оригинальность песни на 3 и 3.5 баллов соответственно. По мнению обозревателя, в «Phenomenal» Эминем в очередной раз показывает, что «по части текстов он является гением», но тем не менее песня «меркнет» на фоне других хитов исполнителя, например, «Lose Yourself», «Not Afraid» и «Love the Way You Lie». Сэм Уиллис из Drowned in Sound называет запись «экспансивной» и «агрессивной» и отмечает, что стиль песни характерен для творчества Эминема со времён альбома Relapse.

## Использование песни
Впервые песня появилась в трейлере к фильму «Левша», для которого она и была написана. Позже компания Beats Electronics использовала фрагмент песни в рекламе наушников с участием баскетболиста НБА Дрэймонда Грина. В августе 2022 года песня вошла в сборник хитов Эминема Curtain Call 2.

## Чарты и сертификации
| Чарт (2015)                           | Высшая позиция |
| ------------------------------------- | -------------- |
| Australia (ARIA)                      | 81             |
| Канада (Billboard Canadian Hot 100)   | 61             |
| Великобритания (OCC UK Singles)       | 57             |
| UK Download (Official Charts Company) | 33             |
| Billboard Hot 100                     | 47             |
| США (Billboard Hot R&B/Hip-Hop Songs) | 14             |
| США (Billboard Hot Rap Songs)         | 9              |

| США (RIAA)                                          | золотой | 500 000* |
| * данные о продажах основаны только на сертификации |         |          |